# Eurytoma lycti
Eurytoma lycti är en stekelart som beskrevs av William Harris Ashmead 1894. Eurytoma lycti ingår i släktet Eurytoma och familjen kragglanssteklar. Inga underarter finns listade i Catalogue of Life.